# 新世紀アイドル伝説 彼方セブンチェンジ
『新世紀アイドル伝説 彼方セブンチェンジ』（しんせいきアイドル かなたセブンチェンジ）は、麻生周一による日本の漫画。

## 概要
『週刊少年ジャンプ』（集英社）において、2009年51号から2010年12号まで連載された。全13話、単行本は全1巻。蒼希彼方を主人公とし、彼方の所属するアイドルグループSPLEENの盛衰を描いたギャグ漫画。麻生の2作目の連載作品で、話数カウントは「シーン○」。
麻生は前作、『ぼくのわたしの勇者学』（以下『勇者学』）の連載終了後、探偵をテーマにしていたギャグ漫画を連載しようとしていたが、当時放送していたテレビドラマ『33分探偵』と内容が被っていたため、本作が連載されることとなった。
本作には『勇者学』のキャラクターなどが登場している。また、後作『斉木楠雄のΨ難』（以下『斉木』）でも本作のセルフパロディが行われている。『勇者学』や『斉木』とは対照的に、本作は短期打ち切りに終わっている。そのため終盤の展開も非常に駆け足である。特に最終話は落丁を装って、何ページも飛ばされたかのように描写されている。
単行本のおまけページにはキャラクターのプロフィールやスタッフ紹介などが掲載されている。1巻に13話を収録したため、価格も通常のジャンプコミックより70円高い490円で発売された。
本作はボケ役を主人公にしているが、麻生にとってはツッコミ役が主人公の方が扱いやすかったため、次回作の『斉木』ではツッコミ役を主人公とした漫画を描くことになる。

## あらすじ
アイドルの新人発掘オーディションにお笑い芸人を目指す17歳のイケメン少年、蒼希彼方が来た。デビュー後もお笑い芸人になる目標を捨てない彼方に、プロデューサーの田中秋生は四苦八苦させられる。その後、彼方は他のアイドル3人とアイドルグループSPLEENを結成する。SPLEENは一世を風靡するが、やがて台頭する新興アイドルグループ・サプリーンに人気を奪われてしまう。そのため彼方らSPLEENのメンバーは、サプリーンを倒すための修行に出る。

## 登場人物

### 主要登場人物
蒼希 彼方（あおき かなた）
本作の主人公。SPLEENの男性メンバー。
17歳。7月7日生。B型。座右の銘:『『思い立ったが吉日』ならその日以降は全て凶日』。
アイドルデビューして間もなく、名と顔を知らない者はいないほどの有名人となったが、本当はお笑い芸人志望。リアクション芸人のジャンルに入り、楽屋裏や番組のオーディション等では自分で考えたリアクション芸を常に披露している。本人はいたってマジメにボケていて、ツッコまれたり面白がられると喜ぶが、ギャグが失敗し続けると拗ねる。番組やCMのオファー話になるといつもお笑いの方向で考えてしまう。いたって変人ではあるが、芸能界に於ける礼儀は一通り心得ているようである。
サプリーンを倒すための修行では、碇と土門と同様三日で、破芸を習得し、サプリーンのHARUKAを倒す。イメージマークは星。
田中 秋生（たなか あきお）
本作の準主人公。彼方のマネージャー。 オーディションで彼方を見出した張本人。
25歳。10月10日生まれ。A型。
メガネが特徴。マイナス思考でアイドルオタク。基本的にツッコミ担当だが、ボケる事も多い。ちなみに彼の外見は“知的な眼鏡イケメン風”だが、これは“漫画補正”がかかった状態で、実際は決してイケメンとはいえない容姿である。
彼の本性を世間に知られまいと日々奔走する。第1話では彼方のファンに対しウィキペディア風に彼方のプロフィールを説明する。他の業界関係者から、しばしば「マネージャーのくせに」と罵倒される。

### SPLEEN
彼方の所属するユニットで「シュプリーン」と読む。「SPLEEN」とはドイツ語の男性名詞で「常軌を逸した考え」「奇行」、英語で「脾臓」を意味する。デビュー曲は「じゃじゃ馬ハリケーンGIRL」で、メロディーは「森のくまさん」。『斉木』小説版でも人気アイドルグループとして名前が挙がった他、SPLEENの曲が数曲判明した。
流智 静流（るち しずる）
声：石狩勇気（アニメ『斉木楠雄のΨ難』2期24話）
SPLEENの男性リーダー。
18歳。7月7日生まれ。AB型。
かなりの自信家で、スクールの中では比較的メディアに取り上げられるが、彼方には劣るため何かと張り合う。時と状況に応じて「ルシフェルサイド」と「エンジェルサイド」と呼ばれる表情を使い分ける天才。しかし思考回路は中学生並みである。
老人にしか受け入れられていないようで、リーダーながらSPLEENメンバーとしては最も人気がない。サプリーンを倒すための修行では、メンバーで一人だけ始芸すら習得できない。イメージマークは十字。
碇慧 之介（いかり けいのすけ）
SPLEENの男性メンバー。
16歳。5月5日生まれ。O型。
小柄で顔立ちも良いが、女好きの言動が目立つド変態。好みのタイプは女子高校生。よく土門と一緒に行動する。他人の揚げ足を取るのが得意。彼方と共に流智の行動に度々ツッコミを入れる。高い所が苦手。中年層の女性に人気がある。
見るだけで人間のスリーサイズ、ゲーラ力を見抜くことができる。サプリーンを倒すための修行では、三日で破芸を習得した。イメージマークは円。
土門 大吾（どもん だいご）
SPLEENの男性メンバー。
17歳。3月3日生まれ。血液型は不明。
男性人気が高い。アイドルとは思えない手抜き顔で、初対面の人間からは例外なく微妙な顔をされる。常に表情を動かさず無口だが、感情表現は地味に行う。彼方をスピーカーにして喋ることが多い。かなりの写メ魔で、外出すると携帯で写真を撮りまくる。
ライブでは歌が歌えないため（喋らないので）、ギターやDJを担当する。何故か1曲終わるごとに機材を必ず壊す。サプリーンを倒すための修行では、3日で破芸を習得する。イメージマークはクエスチョンマーク。

### サプリーン
アイドルユニット。SPLEENの二番煎じのような名前だが、瞬く間に人気を博し、トップアイドルとなった。代表曲は「ケルベロスの夜」。
HARUKA（ハルカ）
サプリーンの男性リーダー。
彼方と同等のゲーラを持つ。打倒彼方を目標にしている。
最終話にて彼方の兄である事が示唆されている。
大門（だいもん）
サプリーンの男性メンバー。
鼠のような顔をしている。

### アイドル
加瀬 日菜子（かせ ひなこ）
女性アイドル。
17歳。9月29日生。A型。
知的で清楚なアイドルを夢見るが、真面目なキャラを演じると地味になるため、マネージャーの意向で「電波系天然オタクアイドル」を演じさせられる。持ち芸は共演者の頬にいきなりマーガリンを塗ること。イメージマークはハート。
森谷（もりや）
アイドル候補生。
アイドルグループのバックダンサー経験がある。しかし流智の登場により「クソ森」に格下げされてしまう。
輪月 円（わつき まどか）
不思議系アイドルの女性。19歳。
『勇者学』の登場人物そのもの。『斉木』小説版でも人気アイドル「不思議系清純派美少女」として名前が挙がる。

### TV関係の人間
藤木・J・J・本田（ふじき・じぇい・じぇい・ほんだ）
CM監督の男性。田中曰く「THE・業界人みたいな人」。
かなり適当で彼方の突拍子もない要求も軽く受け容れてしまう。また、自分の決定に茶々を入れられることも嫌う。
杉山（すぎやま）
映画監督。若いがやり手の男性。
映画に彼方を起用し、知名度で売上を伸ばそうとする。
松山（まつやま）
映画脚本家の男性。
厳しそうな風貌だが笑いのハードルが低かったり色んな意味で小さい。彼方を気に入り主役にしようとする。

### その他
斉藤 マリエッタ（さいとう-）
日菜子の女性マネージャー。
26歳。2月22日生。B型。
「真面目キャラはありきたり」という持論から、日菜子に無理やりキャラを演じさせている。
佐藤（さとう）
雑誌『明神』の編集者。田中に彼方の密着リポートを依頼する。
篠田（しのだ）
レポーター。SPLEENメンバーにドッキリを仕掛ける。疑い深い性格。
老師（ろうし）
ゲーラの神。老年の男性。
人里離れた山奥に住み、SPLEENにゲーラの修行をさせる。シーン1でもCMの共演者として登場する。

## 用語
SCレッスンスクール（セブンチェンジ-）
アイドルを養育するレッスンスクール。
ゲーラ
有名人や芸能人が発する特有のオーラの略称。『勇者学』では「ゲームが上手い人が出すオーラ」としてこの言葉が使われる。
始芸（しげい）
ゲーラを無意識に垂れ流している状態を指す。
無芸（むげい）
ゲーラを消し、一般人と同化する。
破芸（はげい）
ゲーラを一気に放出する。習得できるものは100万人に一人だという。
ゴールデンエンゼルス（仮）
流智・碇・土門が結成したアイドルグループ。活動経験はない。命名は流智。

## 書籍情報
麻生周一『新世紀アイドル伝説 彼方セブンチェンジ』集英社〈ジャンプコミックス〉（2010年6月4日発売）、全1巻 ISBN 978-4-08-870071-7